# Hotspot (telematica)
Hotspot, nelle telecomunicazioni e nell'informatica, indica un luogo in cui è presente una connessione a Internet aperta al pubblico grazie alla presenza dell'omonima infrastruttura di ricetrasmissione.
Molto spesso è associato alla tecnologia Wi-Fi, che indica una connessione eseguita senza l'ausilio dei cavi. Di fatto si tratta di un access point wireless, cablato con il resto della rete.

## Storia
Il primo hotspot Wi-Fi della storia fu proposto da Henrik Sjödin alla conferenza del NetWorld+Interop presso il Moscone Center di San Francisco nell'agosto del 1993. Sjödin non utilizzò il termine hotspot ma fece riferimento a LAN wireless aperte al pubblico.
MobileStar Network, fondato da Mark Goode e Greg Jackson nel 1998, è il primo provider internet wireless di successo. I primi grandi nomi a usufruire del servizio e a diffondere la tecnologia sono la catena degli Hotel Hilton, i club American Airlines e i coffee shop Starbucks. La compagnia viene venduta a Deutsche Telekom nel 2001, che cambiò il nome in "T-Mobile Hotspot". Era la prima volta che il termine "hotspot" veniva utilizzato per riferirsi a luogo nel quale è disponibile una LAN wireless aperta al pubblico.
WBA Industry riporta che gli hotspot Wi-Fi installati nel mondo nel 2012 erano 5,2 milioni e ne prevede 10,5 nel 2018.

## Luoghi di interesse
Un "hotspot Wi-Fi" può essere realizzato in qualsiasi punto di aggregazione sociale e culturale:
- Campeggi, residence, resort, villaggi turistici;
- Bar, pub, ristoranti, pizzerie;
- Hotel e B&B;
- Università, biblioteche, scuole, teatri, musei;
- Cinema, concerti;
- Fiere, manifestazioni, eventi;
- Aeroporti, porti, stazioni ferroviarie, autogrill;
- Piazze, parchi, corsi;
- Centri commerciali, supermarket, banche;
- SPA, terme, centri benessere, palestre, piscine, centri sportivi;
- Mezzi pubblici in genere;
- Enti pubblici, comuni, ASL, ospedali;

e in moltissimi altri luoghi aperti al pubblico.
Sempre più amministrazioni avviano piani di accesso pubblico spesso gratuito, principalmente attraverso il progetto di una rete municipale Wi-Fi, che al tempo stesso può essere utilizzata per fornire informazioni a cittadini e turisti.

## Normativa nel mondo

### Francia
Ai gestori di reti Wi-Fi pubbliche chiede di tenere per 12 mesi il registro delle connessioni e di fare il possibile per consentire di risalire all'identità degli utenti. Impone anche di impedire, sulle reti Wi-Fi, la violazione del copyright, ma è una normativa così complicata da essere in effetti inapplicata.

### Italia
La legge 9 agosto 2013, n. 98 ha liberalizzato e superato definitivamente la disciplina originaria del decreto legge 27 luglio 2005, n. 144 convertito in legge 31 luglio 2005, n. 155, secondo la norma del 2013 tutte le attività commerciali, che non abbiano come principale oggetto di business la vendita al pubblico di connettività a Internet, non sono più obbligate a richiedere autorizzazioni alla questura competente
Per il gestore dell'attività non è più obbligatoria l'identificazione dei soggetti ai quali si fornisce la connettività e la legge non impone esplicitamente di dotarsi di un sistema di registrazione e autenticazione degli utenti (ovviamente osservando la normativa privacy), in modo tale da poter scaricare sugli utenti connessi le responsabilità di eventuali attività illecite (reati: truffe o scambio di materiale pedo pornografico), esonerando il gestore dell'attività.

### Regno Unito
Il Digital Economy Act del 2010 prevede che in caso di violazione di copyright i trasgressori vengano identificati. In conseguenza chi non protegga la propria connessione con una password sulla propria rete Wi-Fi può essere multato nel caso in cui altri utenti la utilizzino per scaricare file pirata. La normativa anti terrorismo impone inoltre di conservare per dodici mesi il registro del traffico (chi ha usato la rete, quando, da quale dispositivo).